# Мультисистемная атрофия
Мультисистемная атрофия — дегенеративное неврологическое заболевание. Оно связано с дегенерацией нервных клеток определённых участков мозга. Эта клеточная дегенерация вызывает проблемы с движением, балансом и другими вегетативными функциями тела, такими как контроль за мочеиспусканием или регуляцией кровяного давления. Причины этого синдрома неизвестны и не было выявлено никаких конкретных факторов риска. Около 55% случаев заболевания приходится на мужчин от 50-и до 60-и лет.

## Распространённость
Общая распространённость мультисистемной атрофии оценивается в 4,6 случаев на 100 000 человек. Данное заболевание встречается чаще у мужчин, чем у женщин, и исследования показывают здесь соотношение в пределах от 1,4:1 с увеличением до 1,9:1.

## Симптомы
Мультисистемная атрофия характеризуется сочетанием следующих признаков, которые могут присутствовать в любой комбинации:
- вегетативная дисфункция[англ.]
- паркинсонизм (гипертонус мышц с тремором или тремор и замедленные движения)
- атаксия (плохая координация или неуверенная ходьба)

При преобладании вегетативной недостаточности иногда используется термин синдром Шая — Дрейджера, хотя он официально уже не существует из-за изменений в терминологии.
Также может существовать вариант с особенностями мультисистемной атрофии и деменцией с тельцами Леви.

### Первичные признаки
Наиболее распространённым первым признаком мультисистемной атрофии является появление «акинетически-ригидного синдрома» (то есть замедленность первоначальных движений, напоминающее болезнь Паркинсона), выявляется в 62% первичного осмотра. Другие общие признаки заболевания включают в себя проблемы с балансом (мозжечковая атаксия), выявляется в 22% на первичном осмотре, а затем мочеполовые проблемы (9%). Для мужчин первым признаком может служить эректильная дисфункция (неспособность достичь и поддерживать эрекцию). И мужчины, и женщины с данной болезнью часто испытывают проблемы с мочевым пузырём или неспособность к мочеиспусканию (недержание мочи). Примерно 1 из 5 больных мультисистемной атрофией страдают от падений в первый год проявления их заболевания.

### Симптомы прогрессирующего заболевания
У прогрессирующего заболевания преобладают три группы признаков. Это следующие:
1. паркинсонизм (медленные, неловкие движения, письмо становится мелким и паучьеобразным)
2. дисфункция мозжечка (затруднённость координации движений и баланса)
3. вегетативная дисфункция (нарушение автоматических функций тела), включает:

- постуральная или ортостатическая гипотензия, что приводит к головокружению или обмороку при стоячем положении
- Недержание мочи или задержка мочеиспускания
- импотенция
- Запор
- паралич голосовых связок
- сухость во рту и кожи
- проблемы терморегуляции тела из-за нарушения потоотделения
- громкий храп, одышка или дыхательный стридор во время сна
- другие расстройства сна, в том числе апноэ и расстройство с быстрым движением глаз[англ.][14]

Могут быть и другие симптомы, такие как двоение в глазах.
Некоторые пациенты (в одном исследовании — 20%) в результате мультисистемной атрофии испытывают значительные когнитивные нарушения.

## Геномика
Возможная связь была обнаружена с геном (Src гомология, содержащая 2 домена), превращающим 2 протеина, расположенных в дистальной 350-кб сублетомерной области 19-й хромосомы (19p13.3).

## Жизнь с болезнью
Испанский терапевт Карлос Кристос, умерший с этим заболеванием в 2008 году, явился объектом документального фильма «Las Alas de la Vida» («Крылья жизни») о борьбе со своей болезнью. Хроники «Sophie's Search for a Cure» также рассказывают о борьбе женщины с мультисистемной атрофией.

## В фильмах
В 7ой серии ("If I should fall from grace") 8ого сезона "Скорой помощи" (Emergency Room), у бабушки доктора Картера диагностируют это заболевание.